# Residenzgalerie
Residenzgalerie è un museo e galleria d'arte situata nella Alte Residenz a Salisburgo in Austria. 
Ospita al suo interno una collezione che comprende opere di Rembrandt, Carel Fabritius, Carlo Saraceni e Hieronymus Francken II.
Il museo è di proprietà statale ed ospita vari manufatti artistici che vanno dal XVI al XIX secolo. La Residenzgalerie fu aperta nel 1923.
Il fulcro della Residenzgalerie è la Collezione Czernin. Questa è stata esposta per la prima volta alla galleria nel 1954, inizialmente in prestito e poi acquistata a titolo definitivo tra il 1980 e il 1991. I dipinti esposti sono di artisti del XVII secolo principalmente olandesi, ma anche italiani, spagnoli e francesi. Creata tra il 1800 e il 1845, il proprietario originale della collezione era il conte Johann Rudolf Czernin von und zu Chudenitz, che studiò legge a Salisburgo ed era imparentato con l'arcivescovo Hieronymus Colloredo. Importanti sono anche una serie di opere della collezione di Friedrich Karl, conte Schönborn-Buchheim (1674–1746), con artisti per lo più olandesi e italiani del XVII secolo, che la galleria acquisì nel 1956.